# Klinodaktylia

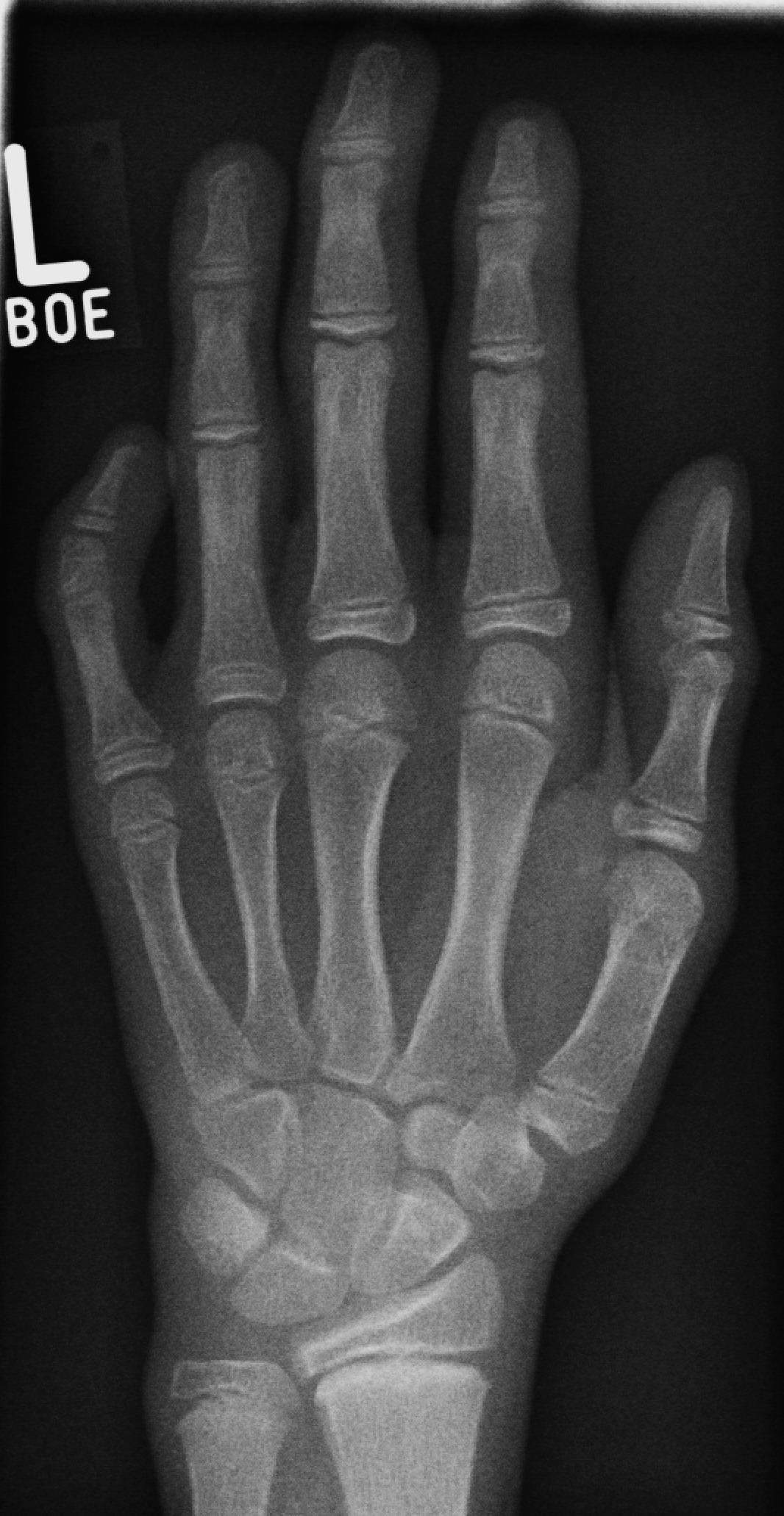
Radiogram dłoni pacjenta z klinodaktylią i brachymesophalangią małego palca

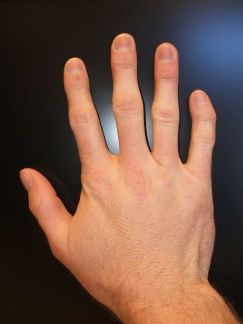
Klinodaktylia umiarkowanego stopnia

Klinodaktylia (łac. clinodactylia) – mała wada wrodzona (cecha dysmorficzna) polegająca na bocznym lub przyśrodkowym skrzywieniu palca dłoni bądź stopy w płaszczyźnie dłoni lub stopy. Najczęściej dotyczy piątego, małego palca, który jest wtedy zgięty w stronę dośrodkową. Klinodaktylia spowodowana jest hipoplazją kości środkowego paliczka. Niewielką klinodaktylię można wykryć, obserwując przebieg linii zgięciowych palców, które w klinodaktylii przebiegają skośnie, a nie równolegle. Wystąpienie klinodaktylii może się wiązać z różnymi zespołami genetycznymi, m.in. zespołem Silvera-Russella, zespołem Feingolda i zespołem Downa.